# Jean Gagné
Pour les articles homonymes, voir Gagné.
Jean Gagné (1947 à Jonquière dans la province de Québec au Canada - ) est un  réalisateur, monteur de film et scénariste québécois. Il s'exprime aussi par la fabrication de collages narratifs et exploréens.
Il est le frère et le collaborateur de Serge Gagné.

## Biographie
Le cinéaste Jean Gagné vient d'un milieu populaire de la ville industrielle de Jonquière.  Il plonge dans l'univers de la création cinématographique avec la réalisation d'un premier film, Saison Cinquième en 1968. Depuis ce temps son implication, sa démarche et son engagement en ont fait un cinéaste engagé et consacré à une expression cinématographique poétique et exploréenne.
Avec la collaboration de son frère Serge, ils explorent les méandres de cet univers pour traquer la bêtise humaine et explorer les méandres de nos imaginaires.

## Filmographie
Comme producteur, coréalisateur, coscénariste
- 1967-68 : Saison cinquième, 30 min.
- 1971-73 : La Tête au neutre, 70 min.
- 1973 : L' ou l', 72 min.
- 1975 : Une semaine dans la vie de camarades, 240 min
- 1980 : À vos risques et périls, 90 min.
- 1986 : La Couleur encerclée, 102 min.
- 1989 : Le Royaume ou l'Asile, 93 min.
- 1995 : La Folie des crinolines, 95 min.
- 1996 : La Marche à l'amour, 85 min.
- 1997 : Ton père est un bum, 83 min
- 1998 : Étrange Histoire, 133 min
- 2001 : Un souffle qui brûle, 67 min
- 2002 : Barbaloune, 120 min
- 2003-06 : Cerbères à l'horizon 53/86 minutes
- 2003-06 : J'irai danser sur vos barrages, 53/76 minutes
- Même combat, 2008
- Rose et Ronce, 2008
- Le Vent du Nord, 2009
- Chemin de clef, 2010
- Eh Oh l’hyène - essai, 2010
- C’est pas un banc d’essai - essai, 2011
- Sortez-moé ça! - essai,2011
- Pour en finir avec la tricherie - essai, 2011
- Les pales du mal - parcours citoyen, 2011-14
- L’or Là - traversée, 18 min, 2012
- Les Meutes du désordre, 2012
- Une Semaine dans la vie de camarades -version des réalisateurs, 1976-2015
- Paul Rose, entretien, 2013
- La Frenière Jean-Marc, Débroussaillage, 2013
- Bad Blades (version sous-titrée anglaise Les pales du mal), 2014
- Étrange histoire - version réalisateurs 1998-2014
- L'or là I-mouvances 1999-2024, hd et digital, 175'
- L'or là II-Bouleversements 1999-2024, hd et digital, 231'
- L'or là III-Impasses 1999-2024, hd et digital, 152'
- L'or là IV-Espoirs 1999-2024, hd et digital, 117'

en montage
- Les méandres de l'imaginaire
- Rang du où!
- Dérives au pas Gagné I-Altographie 2023-____, hd et digital, 311' (43 épisodes)
- Dérives au pas Gagné II-Lambdaville  2023-____, hd et digital, 470' (53 épisodes)
- Dérives au pas Gagné III-Essoufflement  2023-____, hd et digital, 233' (17 épisodes)
- Dérives au pas Gagné IV-Réparation  2023-____, hd et digital, 233' (12 épisodes)

## Collaboration à des publications
- ÉDITIONS COCAGNE/COSMA
- Le mesureur de maux
- Les Frères Gagné
- 100 moins 4 portraits de Bison Ravi
- La mer lisse

en préparation
- Autour du Conventum des empérilaids
- Les frères Dinelle en action, Jacques Huet et Roland Dinelle
- Trous noirs dans les étoiles

## Récompenses et nominations
Boursier du Conseil des Arts du Canada, L' ou ' L, 1973
Boursier du Conseil des Arts du Canada, Une semaine dans la vie de Camarades, 1975
Boursier du Conseil des Arts du Canada, La couleur encerclée, 1982
Boursier du Conseil des arts du Canada, Le Royaume ou l'Asile, 1988
Boursier du Conseil des arts du Canada, La folie des Crinolines, 1995
Boursier du Conseil des arts du Canada, La marche à l'amour, 1996 
Boursier du Conseil des arts et lettres du Québec, Un souffle qui brûle, 1998
- Prix de la SOGICQ pour La Couleur encerclée, 1987
- Boursier du Conseil des Arts du Canada pour Barbaloune, Trou blanc
- Boursier du Conseil des Arts et lettres du Québec pour Elle hurla